# Nokia N9
Nokia N9 (кодовое название Lankku) — флагманский смартфон, разработанный Nokia, работающий под управлением мобильной операционной системы MeeGo на базе Linux. Объявленное в июне 2011 года и выпущенное в сентябре, это было первое и единственное устройство от Nokia с MeeGo, отчасти из-за партнерства компании с Microsoft, объявленного в том же году. Первоначально он был выпущен в трех цветах: черном, голубом и пурпурном, прежде чем на Nokia World 2011 была анонсирована белая версия.
Несмотря на ограниченный выпуск, N9 получил широкое признание критиков, некоторые назвали его лучшим устройством Nokia на сегодняшний день. Его хвалили как за программное, так и за аппаратное обеспечение, включая операционную систему MeeGo, пользовательский интерфейс без кнопок и высокотехнологичные функции. Его дизайн выглядит так же, как у Nokia Lumia 800 на базе Windows Phone, выпущенной позже в том же году.

## История
Преемник Nokia N900, известный как N9-00, должен был быть выпущен в конце 2010 года, примерно через год после запуска N900. Фотографии прототипа, просочившиеся в августе 2010 года, показали промышленный дизайн и 4-рядную клавиатуру. Инженер-программист, работающий в подразделении устройств Nokia, указал N9-00 (номер продукта) в общедоступной системе отслеживания ошибок для Qt, среды разработки приложений с открытым исходным кодом, используемой в MeeGo. Позже он будет известен как N950. От этого дизайна отказались; затем Nokia начала работать над N9-01 под кодовым названием Lankku, новым вариантом без клавиатуры.
В 2010 году Nokia планировала сделать MeeGo своей флагманской платформой для смартфонов, заменив Symbian, чей флагман N8 был выпущен в том же году. Таким образом, N9 изначально задумывался как флагманское устройство компании. 11 февраля 2011 года Nokia заключила партнерское соглашение с Microsoft, чтобы использовать Windows Phone 7 в качестве флагманской операционной системы для замены Symbian, при этом MeeGo также отошла на второй план. Генеральный директор Nokia Стивен Элоп пообещал выпустить еще одно устройство MeeGo в этом году, которое в конечном итоге станет N9.
Nokia N9 был анонсирован 21 июня 2011 года на мероприятии Nokia Connection в Сингапуре. В то время предполагалось, что телефон станет общедоступным в сентябре 2011 года. Пользователи могут получать уведомления по электронной почте о доступности N9 в своей стране на веб-странице интернет-магазина Nokia. Поскольку 30 июня 2011 года Nokia закрыла свой интернет-магазин Nokia во многих странах, включая Польшу, Германию, Нидерланды, Францию, Италию, Испанию, Великобританию и США, доступность в этих странах будет руки ритейлеров и операторов.
Элоп повторил, что компания не будет продолжать разработку MeeGo, даже если N9 будет иметь успех, сосредоточившись исключительно на будущей серии Lumia, что сторонники MeeGo уже чувствовали до объявления N9 из-за сделки с Microsoft. В ответ они создали петицию «Мы хотим, чтобы Nokia сохранила MeeGo». Это было еще более серьезно, поскольку MeeGo Linux также был формой продолжения Maemo Linux, которая была создана путем объединения Maemo от Nokia с Moblin от Intel в рамках альянса Nokia и Intel, созданного для целей такого сотрудничества. Несмотря на успех альянса, он был расторгнут, а MeeGo отменен решением Стивена Элопа. Intel официально выразила сожаление по поводу сложившейся ситуации. После положительного приема N9 и в целом слабых продаж линейки Lumia Элоп подвергся критике за этот шаг, который, по мнению некоторых, способствовал упадку компании на рынке смартфонов. По словам Элопа, после альянса с Microsoft MeeGo стал экспериментальным «проектом», при этом некоторые элементы интерфейса Harmattan использовались в отмененном проекте Meltemi, а затем и в платформе Nokia Asha.

### Доступность
В августе 2011 года Nokia объявила, что Nokia N9 не будет выпущена в США. В других сообщениях указывалось, что устройство не будет доступно на других рынках, таких как Япония, Канада и Германия. Nokia сообщила в официальном блоге в последнюю неделю сентября 2011 года, что телефоны N9 поступят в продажу. Было объявлено, что начальная розничная цена составляет около 480 евро (16 ГБ) и 560 евро (64 ГБ) без учета применимых налогов или субсидий. В Германии устройства, импортированные из Швейцарии, можно приобрести в Интернете на сайтах Amazon и German Cyberport GmbH. В январе 2012 года они также были доступны в некоторых крупных магазинах сети Saturn Media Markt. В феврале 2012 года Nokia N9 появилась на итальянском сайте Nokia, что должно быть признаком того, что N9 находится в официальном дистрибутиве Nokia для итальянского рынка.
Цены в январе 2012 года составляли, в зависимости от объема внутренней памяти, от 500 до 630 евро.

## Технические характеристики

### Экран
- 3.9 дюймов AMOLED (CBD, Gorilla Glass), сенсорный, ёмкостный, широкоформатный дисплей, PenTile;
- FWVGA, разрешение 854 × 480 пикселей;
- Выпуклое покрытие Gorilla glass, без воздушной подушки, антибликовое покрытие;

Логотип Nokia N9

- 16,7 миллиона цветов.

### Аудио и вывод данных
Также устройство поддерживает USB 2.0 (подключается через разъём Micro-USB), использующийся для синхронизации данных, режима «mass storage» (использование телефона в качестве USB-накопителя), а также для заряда батареи.
Встроенный модуль Bluetooth v.2.1 поддерживает следующие профили A2DP, AVRCP, FTP, HFP, HSP, OPP
Nokia N9 поддерживает подключение к Wi-Fi b/g/n сетям с протоколами безопасности WEP, WPA и WPA2 (AES/TKIP).

### Батарея и сим-карта
В аппарате используется аккумуляторная батарея BV-5JW ёмкостью 1450 mAh.
- Зарядка через USB Power Management;
- Время работы в режиме разговора до 11 часов;
- WCDMA Talk Time до 7 часов;
- GSM Standby Time до 16 дней;
- WCDMA Standby Time до 19 дней;
- Воспроизведение видео до 4.5 часов;
- Воспроизведение музыки до 2 дней.

Nokia N9 работает с сим-картами формата microSIM.

### Процессор и 3D-ускоритель
Процессор ARM Cortex A8 с частотой 1000 МГц, с графикой PowerVR SGX530.

### Память
Содержит 1 Гб оперативной памяти и 16 Гб или 64 Гб внутренней.
На российский рынок поставляется в обоих исполнениях.

### Размеры и масса
- Размер: 116,4 мм x 61,2 мм x 12,1 мм.
- Масса (с батареей): 135 грамм.

### Способ управления

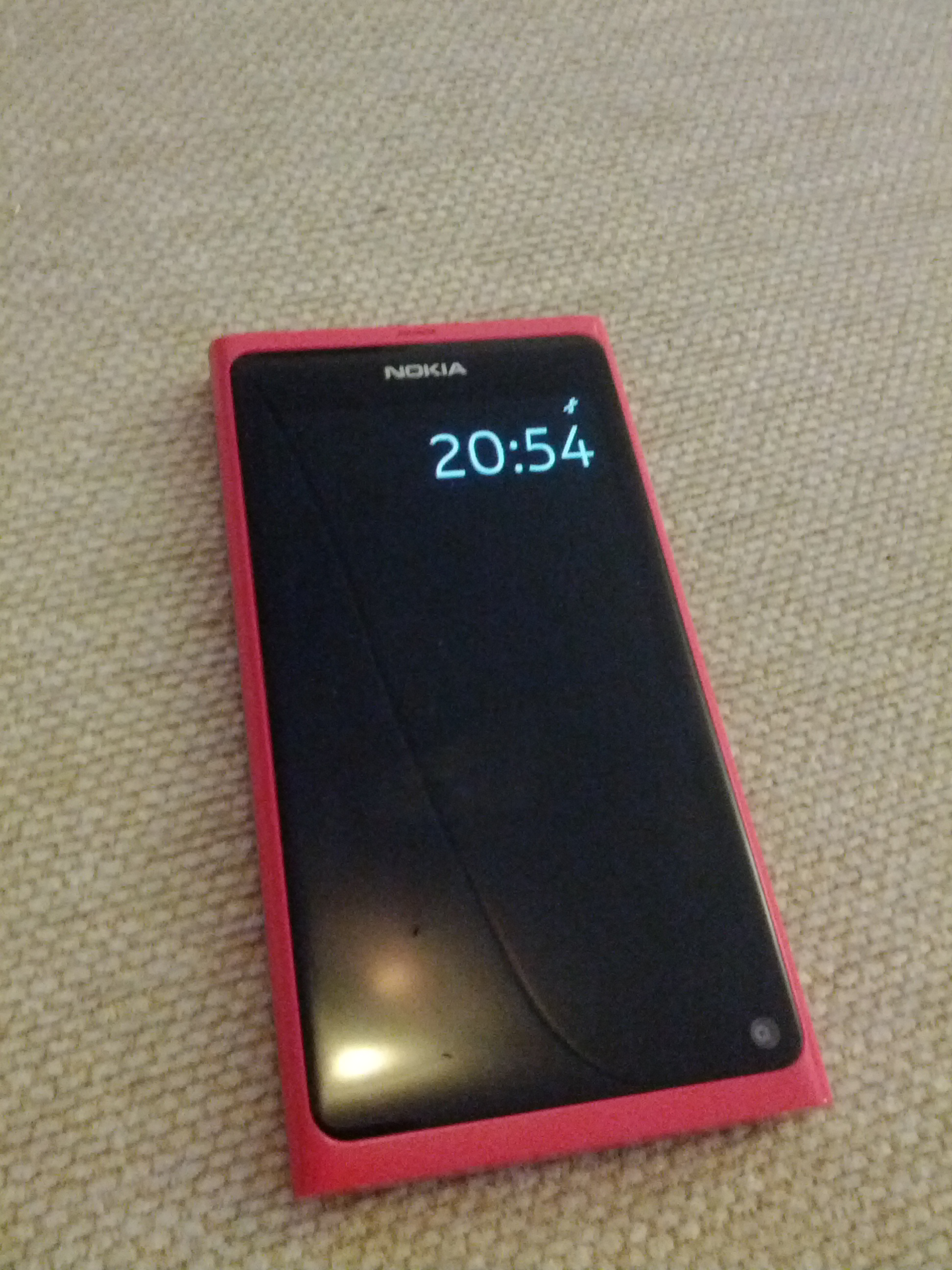
Красная Nokia N9

Сенсорный экран емкостного типа.

### Цвет
Nokia N9 поставляется в четырёх цветах: чёрный, белый, синий и розовый (black, white, cyan, magenta), официально белый N9 в РФ не поставляется.

### Радиочастоты
- GSM 850/900/1800/1900
- WCDMA 850/900/1700/1900/2100

### Передача данных
- Bluetooth 2.1
- Wi-Fi a/b/g/n (возможна поддержка WiFi 5 GHz при включении твика CC-4 в N9QuickTweak)
- NFC

### Веб-сёрфинг
- Браузер на движке WebKit2
- Поддержка HTML5
- Поддержка Flash в браузере Mozilla Firefox (на некоторых сайтах Flash работает и в стандартном браузере не в виде отдельного приложения)

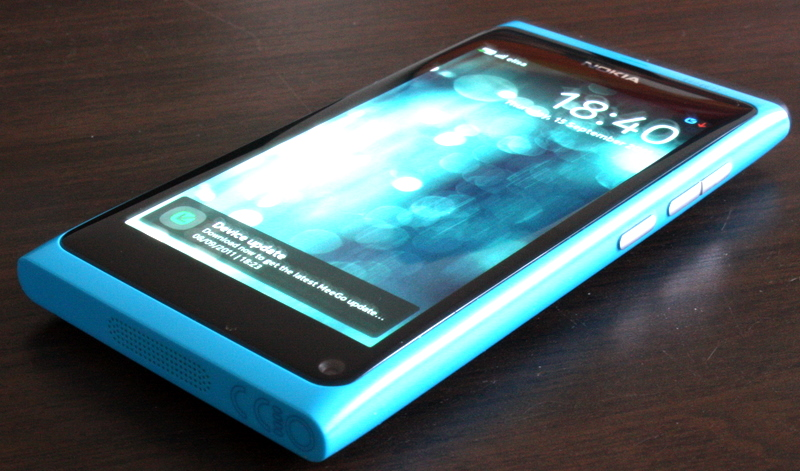
Синяя Nokia N9

### Фото
- Оптика Carl Zeiss
- Разрешение — 8 мегапикселей (до 3248 × 2448 пикселей), матрица с соотношением сторон 4:3 (до 7 мегапикселей для фото с соотношением сторон 16:9)
- Четырёхкратный цифровой зум
- Двойная светодиодная вспышка
- Автофокус c плавающими линзами
- Геометки

### Видео
- Широкоформатное видео (16:9, WVGA);
- Формат записи видео: mp4 до 1280 × 720 пикселей (HD 720p) и до 30 fps;
- Воспроизведение: 3GPP formats (H.263), ASF, AVI, Flash Video, H.264/AVC, Matroska, MPEG-4, VC-1, WMV 9, XVID;
- Фронтальная камера для видеовызовов (используется по прямому назначению только в программе GTalk).

### Операционная система
Строго говоря, операционной системой Nokia N9 не является MeeGo. Вместо неё установлено то, что Nokia называет «пример MeeGo». Это сделано так, потому что во время разработки устройства под управлением Maemo 6 Nokia и Intel объединили свои платформенные проекты, Maemo и Moblin, в один новый проект под названием MeeGo. Чтобы не задерживать выпуск продукта, Nokia решила оставить основную инфраструктуру от Maemo 6, в частности, компоненты middleware (GStreamer, поддержку телефонии и т. д.) и менеджер пакетов — Harmattan использует deb-пакеты, а не RPM — и интегрировать пользовательский интерфейс от MeeGo в Maemo 6. Чтобы не смущать потребителей, Nokia продвигает N9 не под брендом Maemo, а как флагман Nokia с операционной системой MeeGo 1.2. Также эта версия MeeGo вышла как «Летний релиз» для смартфона Nokia N900. На данный момент последняя официальная версия ПО - PR1.3.
Политика CEO Nokia Стивена Элопа в отношении MeeGo 1.2 Harmattan оказалась отрицательной, в связи с этим 23 февраля 2012 года был запущен сбор голосов в поддержку MeeGo как основной ОС Nokia, что в итоге оказалось безуспешным.
Также в июле 2012 года на Nokia N9 удалось запустить Android 4.1 Jelly Bean.

### Приложения
- Facebook
- Twitter
- Skype
- Joikuspot Wi-Fi tethering
- Accuweather
- AP News
- Track and Protect
- video player
- Drive
- Feeds
- search
- calculator
- Calendar
- Contacts
- music player
- web browser
- messaging
- photos
- photo editor
- Nokia Store
- Sophie Cam

### Игры
- Angry Birds Magic with NFC support
- Galaxy on Fire 2
- Real Golf 2011
- Need for Speed: SHIFT

### Стандартная комплектация
- Смартфон Nokia N9
- Зарядное устройство Nokia USB AC-16
- Кабель для зарядки и передачи данных Nokia CA-185CD
- Стереогарнитура Nokia WH-902
- Чехол
- Краткая инструкция
- Буклет с информацией об изделии

## Аксессуары
Ряд устройств можно использовать с N9 через несколько вариантов подключения: внешние клавиатуры через Bluetooth, беспроводные наушники через NFC, беспроводные громкоговорители через NFC и многие другие.

## Прием
Nokia N9 был анонсирован на мероприятии Nokia Connections в Сингапуре в июне 2011 года. Устройство было воспринято очень положительно, в связи с пользовательским интерфейсом MeeGo v1.2 Harmattan, дизайном без кнопок, цельным корпусом из поликарбоната и его возможностями NFC. Тем не менее, многие обозреватели не рекомендовали покупать N9 только из-за более раннего решения Nokia отказаться от MeeGo для Windows Phone для будущих смартфонов - часто в то же время подвергая сомнению это решение. Редактор Engadget Влад Савов сказал в июне 2011 года, что «это потрясающий телефон, который побудил меня использовать его, но его будущее омрачено родителем, который вкладывает свое время и деньги в создание совершенно другой ОС». в более позднем обзоре Engadget пишет: «Любовь с первого взгляда — это, возможно, самый красивый телефон из когда-либо созданных» и «MeeGo 1.2 Harmattan — это такой глоток свежего воздуха, что у вас перехватит дыхание — то есть до тех пор, пока вы не вспомните, что вы имеем дело с ходячим мертвецом». В обзоре для Ars Technica Райан Пол пишет: «N9 — впечатляюще спроектированное устройство, сочетающееся со сложным сенсорным интерфейсом и мощным программным стеком с открытым исходным кодом. основы». The Verge (веб-сайт) пишет: «Nokia N9, без сомнения, является одним из самых очаровательных телефонов за последние несколько лет».
Немецкий Der Spiegel называет «это могло быть победителем Nokia», а немецкий журнал Stern описывает его как одно из лучших устройств, когда-либо созданных Nokia. Delimiter назвал N9 «самым значимым» телефоном Nokia со времен Nokia N95.

### Продажи
Nokia N9 не был выпущен на большинстве крупнейших рынков смартфонов, таких как США, Канада, Великобритания, Нидерланды, Германия, Франция, Италия, Испания и другие. Nokia не раскрывает количество продаж N9.

### Награды
В ноябре 2011 года Nokia N9 выиграл 3 из 4 соответствующих титулов (включая дизайн, камеру и мобильный телефон года) на торжественном мероприятии, организованном шведским журналом и веб-журналом Mobil.se.
В январе 2012 года пользовательский интерфейс Nokia N9 Swipe был номинирован на премию IxDA Interaction Award.
В феврале 2012 года N9 занял 1-е место в рейтинге «по рейтингу» с рейтингом 8,432 (из 10) и 74 940 голосов, а также 5-е место по ежедневным процентным доходам в рейтинге GSMArena.
В апреле 2012 года N9 был удостоен награды «Желтый карандаш» за дизайн и искусство в категории дизайна интерактивных продуктов, обойдя, среди прочего, iPad 2 и Nokia Lumia 800.

### Пакеты с открытым/закрытым исходным кодом и вклады сообщества
Подход, применяемый Nokia, представляет собой открытую платформу, за исключением исключения, и закрытый пользовательский интерфейс. Как и в случае с Maemo 5 на Nokia N900, сообщество может запросить выпуск компонента с закрытым исходным кодом, принадлежащего Nokia, в качестве открытого исходного кода.
Сотни сторонних приложений, в основном бесплатных и с открытым исходным кодом, уже созданы или перенесены на платформу Linux MeeGo Harmattan.

## Порты для N9

### Утечка порта Android 2.3 Gingerbread
Изображения прототипа N9 под управлением Android 2.3 были переданы Sina Weibo пользователем, который ранее загрузил изображения прототипа Nokia Sea Ray (позже Lumia 800) Windows Phone. Считалось, что они, вероятно, подлинные, поскольку Стивен Элоп упомянул, что в прошлом Nokia рассматривала Android.

### Android 4.1.1 Jelly Bean
Был сделан неофициальный порт Android 4.1.1 сообществом NITDroid. Порт обладает общей функциональностью, но не имеет некоторых функций, таких как голосовой вызов и использование камеры.

### Sailfish OS
21 ноября 2012 года Jolla анонсировала и продемонстрировала ОС Sailfish, которая является прямым продолжением и основана на MeeGo. Более 80% первой ОС Linux Sailfish является частью Linux MeeGo с открытым исходным кодом. Первоначальный открытый исходный код MeeGo был дополнительно разработан в рамках Mer (распространение программного обеспечения), который исходит от Meego Reinstated и установил текущий стандарт ядра стека промежуточного программного обеспечения, поэтому программное обеспечение выше ядра и ниже пользовательского интерфейса ОС, более того, оно открыто. источник и бесплатно для поставщиков. Пользовательский интерфейс Harmattan и несколько программных приложений, используемых в N9, были закрытыми и являлись собственностью Nokia, поэтому их нельзя было использовать ни в проекте MER, ни в ОС Sailfish. Таким образом, Jolla представила собственный пользовательский интерфейс, использующий базовый стандарт MER, и создала ОС Sailfish. Видео Sailfish OS, работающей на Nokia N950, появилось в Интернете в тот же день, что и анонс. Поскольку N950 имеет те же технические характеристики, что и N9, с небольшими отличиями, включая физическую QWERTY-клавиатуру, это заставило многих владельцев N9 поверить в то, что ОС Sailfish может быть перенесена на N9. Jolla подтвердила это, но также заявила, что у нее нет «официальных возможностей» для такой поддержки N9, и вместо этого сообщество предоставит неофициальный порт для Sailfish OS. Тем не менее, Jolla утверждала, что опыт работы с Sailfish на официальных телефонах Jolla не будет таким же (Jolla выпустила первый мобильный телефон Jolla 27 ноября 2013 года). ОС Sailfish — первая полноценная ОС Linux MeeGo, поскольку MeeGo Harmattan была лишь «экземпляром MeeGo» из-за неполного объединения Maemo и Moblin. ОС Sailfish активно разрабатывается и обычно считается следующим и лучшим воплощением MeeGo, также устройство Jolla считается неофициальным преемником N9 и его наследия во что бы то ни стало.

### KaiOS
В начале 2019 года KaiOS Technologies Inc. продемонстрирует устройства под управлением KaiOS. Есть Nokia 8110 (2018), Jio Phone и одно сенсорное устройство, предположительно Nokia N9.